# 혼돈 이론

로렌즈 방정식의 궤도. 로렌즈 방정식은 대표적인 연속 시간 혼돈계이며, 로렌즈 방정식의 궤도는 위와 같이 복잡한 모양을 보인다. 이는 이상한 끌개의 하나이다.

혼돈 이론(混沌理論) 또는 카오스 이론(영어: chaos theory)은 동역학계 이론에서 특정 동역학계의 시간 변화가 초기 조건에 지수적으로 민감하며, 시간 변화에 따른 궤도가 매우 복잡한 형태를 보이는 현상이다. 혼돈 이론(混沌理論, 영어: chaos theory 케이오스 시어리[*]) 또는 카오스 이론은 무질서하게 보이는 혼돈 상태에도 논리적 법칙이 존재한다는 이론으로, 혼돈계를 연구하는 수학 분야이다.
비선형 동역학계는 다음과 같은 다양한 현상을 보일 수 있다.
- 영구히 정지
- 영구히 팽창(비속박계에 한해서)
- 주기 운동
- 준주기 운동
- 혼돈 운동

나타나는 행태의 종류는 계의 초기조건과 존재하는 매개변수의 값에 따라서 결정된다. 혼돈계의 경우 (준)주기 궤도 · 팽창 따위의 현상을 보이지 않으며 매우 복잡한 궤도를 보인다.

## 정의
혼돈계(영어: chaotic dynamical system)는 다음 세 성질들을 만족시키는 동역학계이다.
- 초기 조건에 민감해야 한다.(즉, 초기 조건에서의 작은 변화가 결과에 큰 차이를 가져 오는)[1][2]
- 위상 혼합성을 보인다.
- 조밀한 주기적 궤도들을 가진다.

각 조건은 구체적으로 다음과 같다.
초기 조건에 민감(영어: sensitivity to initial conditions)하다는 것은 랴푸노프 지수가 양수라는 것이다. 랴푸노프 지수가 양수이므로, 계의 시간 변화는 초기 조건에 지수적으로 의존한다. 흔히 이는 나비 효과로 불리며 혼돈계의 주요 성질로 일컬어지지만, 초기 조건에 대한 민감성은 혼돈계를 정의하는 세 조건 가운데 하나일 뿐이다. (예를 들어, {\displaystyle x\mapsto 2x}는 초기 조건에 민감하지만, 혼돈적이지 않다.)
위상 혼합성(영어: topological mixing)이란 다음과 같다. 위상 공간 {\displaystyle X} 위의 자기 연속 함수 {\displaystyle f\colon X\to X}로 주어지는 이산 시간 동역학계
{\displaystyle x_{n+1}=f(x_{n})}
에서, 임의의 열린집합 {\displaystyle U,V\subseteq X}에 대하여, 다음 조건을 만족시키는 자연수 {\displaystyle N_{U,V}\in \mathbb {N} }가 존재한다면, 이 이산 시간 동역학계가 위상 혼합성을 보인다고 한다.
{\displaystyle \forall n\geq N_{U,V}\colon f^{n}(U)\cap V\neq \varnothing }
즉, {\displaystyle N_{U,V}} 이상의 시간이 지나면, {\displaystyle U}의 시간 변화는 {\displaystyle V}와 서로 혼합되게 된다. 마찬가지로, 연속 시간 동역학계
{\displaystyle x\mapsto \phi _{t}(x)\qquad (t\in \mathbb {R} _{\geq 0})}
의 경우,
{\displaystyle \forall t\geq T_{U,V}\colon \phi _{t}(U)\cap V\neq \varnothing }
가 되는 시간 {\displaystyle T_{U,V}\in \mathbb {R} _{\geq 0}}이 존재하여야 한다.
동역학계의 궤도(영어: orbit)는 주어진 초기 조건의 시간 변화들로 구성된 부분 집합이다. 주기적 궤도(영어: periodic orbit)는 궤도 가운데, 일정한 시간이 지나면 원점으로 돌아오는 것이다. 조밀한 주기적 궤도들(영어: dense periodic orbits)을 갖는다는 것은 모든 주기적 궤도들의 합집합이 조밀 집합을 이룬다는 것이다. 즉, 모든 초기 조건에 대하여, 이에 대하여 임의적으로 가까운 주기적 궤도가 존재한다.

## 성질

### 차원
연속 시간 동역학계의 경우, 푸앵카레-벤딕손 정리에 따라서 2차원 이하의 계는 혼돈을 보일 수 없다. 즉, 혼돈계는 3차원 이상이어야 한다.
이산 시간 동역학계의 경우 이러한 제약이 없다. 예를 들어, 적절한 매개 변수에서의 로지스틱 사상은 1차원 이산 시간 혼돈계이다.

### 샤르코우스키 정리와 리-요크 정리
리-요크 정리([李]-Yorke定理, 영어: Li–Yorke theorem)에 따르면, 주기 3의 궤도를 갖는 1차원 이산 시간 동역학계
{\displaystyle f\colon \mathbb {R} \to \mathbb {R} }
는 리-요크 혼돈(영어: Li–Yorke chaos)이라는 현상을 보인다. 이는 위에서 정의한 일반적인 혼돈의 정의보다 더 약한 성질이다.
이와 관련된 정리로 샤르코우스키 정리(Шарковский定理, 영어: Sharkovskii’s theorem)가 있다. 이는 올렉산드르 미콜라요비치 샤르코우스키(우크라이나어: Олекса́ндр Миколайович Шарко́вський, 러시아어: Алекса́ндр Никола́евич Шарко́вский 알렉산드르 니콜라예비치 샤르콥스키[*])가 1964년에 증명하였다.

### 끌개
혼돈 운동 또는 어떤 형태의 운동이라도 시각적으로 표시하는 방법 중 한가지는 운동의 위상도를 그리는 것이다. 이러한 그림에서 시간은 내재되어 있으며 각 축은 상태의 한 차원을 나타낸다. 예를 들어 이런 위상도에서 정지해 있는 계는 점으로 그려질 것이며 주기 운동을 하는 계는 단일 폐곡선으로 그려질 것이다.
한 계의 위상도는 계의 초기조건에 (그리고 매개변수의 값에) 따라 바뀌지만 대개는 일정한 운동궤적 주위의 초기조건에 대해서는 마치 그 운동궤적에 이끌리듯이 같은 궤적에 도달하는 경우가 많다. 이렇게 이끄는 운동은 적절하게도 그 계의 "끌개"라고 하며 강제된 흩어지기계(forced dissipative system)에서는 아주 흔하게 발견된다.
위에서 언급된 운동 형태 중 대부분은 점(고정점)이나 원형 곡선(극한 주기 궤도)등의 아주 단순한 형태의 끌개를 보이지만 혼돈 운동은 "야릇한 끌개"로 알려진 매우 세밀하면서도 복잡한 형태의 끌개를 보인다. 예를 들어 에드워드 노턴 로렌즈의 기상계를 본뜬 단순한 3차원 본뜨기는 유명한 로렌즈 끌개를 보인다. 로렌즈 끌개는 아마도 가장 잘 알려진 혼돈계의 그림일 텐데 이는 이것이 최초의 끌개 그림 중 하나라는 것보다는 가장 복잡한 끌개 그림 중 하나이며 또한 나비의 날개 같은 매우 흥미로운 형태를 보이기 때문일 것이다. 또 다른 끌개로 로지스틱 본뜨기처럼 주기배증의 혼돈경로를 따르는 뢰슬러 본뜨기가 있다.
야릇한 끌개는 프랙털 구조를 가지고 있다.

## 예
혼돈계의 대표적인 예는 다음이 있다.
이산 시간 혼돈계
- 로지스틱 사상은 적절한 매개 변수 값에서 혼돈계를 이룬다.
- 아르놀트 고양이 사상(영어: Arnold cat map)
- 에농 사상(영어: Hénon map)
- 말굽 사상(영어: horseshoe map)

연속 시간 혼돈계
- 로렌즈 방정식
- 추아 회로
- 뢰슬러 끌개(영어: Rössler attractor)
- 판데르폴 진동자(영어: Van der Pol oscillator)
- 다양한 모양의 평면 구역 위에서의 당구 동역학계(영어: dynamical billiards). 혼돈계가 되는 당구장의 모양으로는 로런츠 기체(영어: Lorentz gas, 정사각형 속에서 원을 제거한 것)와 부니모비치 스타디움(영어: Bunimovich stadium, 직사각형 양쪽에 반원을 붙인 것) 등이 있다.
- 삼체 문제와 일반적인 다체 문제는 일부 초기 조건에서 혼돈을 보인다.

### 혼돈계가 아닌 계
실수 지수 함수
{\displaystyle \phi _{t}(x)=x\exp(t)}
는 양의 랴푸노프 지수 1을 갖지만, 위상 혼합성이나 조밀한 주기적 궤도를 갖지 않으므로 혼돈계가 아니다.

## 응용
혼돈 현상은 나비 효과로 잘 알려져 있으며, 혼돈 이론은 지구의 대기, 판 구조론, 경제/인구 현상, 다중성계의 궤도 변화 등에 응용된다. 이런 민감성의 한 예가 소위 "나비 효과"로 나비의 날갯짓에 의한 대기의 미소한 변화가 시간이 흐름에 따라 증폭되어 토네이도같이 극적인 상태를 야기할 수 있음을 의미한다. 나비의 날갯짓이 나타내는 계의 초기조건에 대한 "작은" 차이가 일련의 사건을 거쳐 토네이도와 같은 거시적인 현상을 일으킨다는 것이다. 만약 나비가 날갯짓을 하지 않았다면 계의 위상 공간 위의 궤적은 전혀 달랐을 것이다.
또 다른 혼돈 운동의 잘 알려진 예로 염료 색의 섞임 현상과 공기의 난류(亂流) 현상 등이 있다.

## 역사

### 19세기
혼돈 이론의 시작은 19세기까지 거슬러 올라간다. 앙리 푸앵카레는 1880년대에 삼체 문제를 연구하는 과정에서, 비주기성이면서도 영원히 증가하지도, 또한 고정점에 도달하지도 않는 궤도가 있을 수 있다는 것을 발견하였다. 또한, 푸앵카레는 2차원에서는 혼돈이 일어날 수 없다는 푸앵카레-벤딕손 정리를 1892년에 발표하였으나, 이에 대한 엄밀한 증명을 제시하지 않았다. 자크 아다마르는 1898년에 종수 2의 리만 곡면 위의 측지선을 연구하면서, 이 동역학계가 (현대적인 용어로) 양의 랴푸노프 지수를 갖는다는 것을 발견하였다. 이후 이바르 오토 벤딕손이 1901년에 푸앵카레-벤딕손 정리를 엄밀하게 증명하였다.

### 20세기 초
20세기 초에 비선형 동역학계의 연구가 발달하기 시작하였다. 이들은 초창기에는 대개 물리학 · 공학에서 등장하는 비선형 미분 방정식들을 다루었지만, 이들이 공통적으로 보이는 성질들이 점차 부각되기 시작하였다.
조지 데이비드 버코프는 혼돈과 밀접하게 연관된 에르고딕성을 연구하였고, 버코프 에르고딕 정리를 증명하였다. 안드레이 콜모고로프는 1941년에 유체 역학의 난류를 연구하였고, 또 1954년에 미세한 비선형성에 대한 콜모고로프-아르놀트-모저 정리를 도입하였다. 메리 카트라이트와 존 이든저 리틀우드는 1945년에 무선 공학에서 자연스럽게 등장하는 판데르폴 진동자를 연구하였다. 스티븐 스메일은 1960년에 비선형 동역학계를 모스 이론을 사용하여 분석하였다.

### 20세기 후반
에드워드 노턴 로렌즈는 1961년에 기상학 컴퓨터 시뮬레이션을 연구하던 도중 로렌즈 방정식의 야릇한 끌개를 발견하였다. 1963년에 브누아 망델브로는 프랙털 기하학을 도입하였으며, 이는 야릇한 끌개의 프랙털 성질을 규명하는 이론적 기반을 제공하였다. 1975년에 리톈옌(중국어: 李天岩, 병음: Lǐ Tiānyán, 한자음: 이천암, 영어: Tien-Yien Li)과 제임스 요크(영어: James A. Yorke)는 "혼돈"(영어: chaos 케이오스[*])이라는 용어를 전문 용어로 최초로 사용하였다. 이는 고대 그리스어: χάος 카오스[*]에서 유래하며, 원래 그리스 신화에서 우주 태초의 상태 (또는 그 의인화)를 뜻한다. 1976년에 오토 에버하르트 뢰슬러(독일어: Otto Eberhard Rössler)는 연속 시간 혼돈계인 뢰슬러 끌개를 발표하였다. 1978년에 미첼 파이겐바움은 파이겐바움 상수를 발견하였다.
1987년에 제임스 글리크(영어: James Gleick, IPA: [dʒeɪmz ɡliːk])는 대중 교양 서적 《카오스: 새로운 과학의 출현》(영어: Chaos: Making a New Science)을 출판하여, 혼돈 이론을 대중화하였다.

## 같이 보기
- 에르고딕성
- 분기 (동역학계)
- 양자 혼돈